# Patricia Keeldar

Patricia keeldar

Patricia Keeldar (Paramaribo, 16 november 1972) is een voormalig Surinaams-Nederlands voetbalster en een voorvechter van de ontwikkeling van het meiden- en vrouwenvoetbal. Ze was de eerste speelster van Surinaamse afkomst die uitkwam voor het Nederlands vrouwenvoetbalelftal. Gedurende haar actieve loopbaan, van 1985 tot 2007, speelde Keeldar  voor verschillende clubs in Nederland echter met Ter leede werd zij driemaal landskampioen en won zij tweemaal de KNVB beker.
Na haar carrière heeft zij zich ingezet voor de ontwikkeling van het meiden- en vrouwenvoetbal.

## Loopbaan
Keeldar begon haar voetbalcarrière bij S.V. Bijlmer op 12 jarige leeftijd en speelde daarna voor ASV Wartburgia, S.V. Fortuna Wormerveer en Ter Leede. Vervolgens maakte ze de overstap naar de Verenigde Staten, waar ze uitkwam voor Franklin Pierce University. Na een seizoen in Amerika keerde ze in 2001 terug naar Nederland en sloot haar loopbaan af bij S.V. Fortuna Wormerveer in 2007.

## Interlandcarrière
Keeldar doorliep alle jeugdelftallen van het Nederlands vrouwenelftal. Op 3 oktober 1989 maakte zij op 16-jarige leeftijd haar debuut in het Nederlands vrouwenelftal in een oefenwedstrijd tegen België. Hiermee werd ze de eerste speelster van Surinaamse afkomst die voor Oranje uitkwam. In totaal speelde ze acht interlands, waarvan de laatste in 1999.

## Activiteiten na haar loopbaan
Na haar actieve voetbalcarrière bleef Keeldar betrokken bij het meiden- en vrouwenvoetbal. Ze gaf clinics in Nederland en Suriname om jong talent te ondersteunen en ontwikkelen. In 2024 richtte ze de Patricia Keeldar Foundation op, met als doel vrouwelijke talenten te helpen hun weg te vinden naar jeugdopleidingen van Betaald Voetbal Organisaties.

## Patricia Keeldar Foundation
De Patricia Keeldar Foundation heeft als missie om meisjes en vrouwen, zowel nationaal als internationaal, een platform te bieden om hun voetbaltalenten te ontwikkelen. De foundation richt zich op het zichtbaar maken van vrouwelijk talent in de samenleving en streeft ernaar speelsters te laten doorstromen naar jeugdopleidingen van Betaald Voetbal Organisaties. Hoewel de focus ligt op meisjes, biedt de foundation ook kansen aan jongens, aangezien gemengde trainingen bijdragen aan de ontwikkeling van speelsters.

## Projecten en Samenwerkingen
Sinds 2009 heeft Keeldar diverse projecten geïnitieerd ter ondersteuning van het meiden- en vrouwenvoetbal:
- 2010: Opzetten van een vrouwenafdeling bij Zuidoost United met zes vrouwenteams, waarvan één promoveerde naar de eredivisie.
- 2011: Behalen van de titel "beste vrouwensportteam" in Amsterdam; opzetten en coachen van een eredivisieteam.
- 2011: Uitwisselingsproject met de Surinaamse Voetbalbond (SVB), inclusief een voetbaltournee, clinics en workshops in Suriname.
- 2012–2018: Deelname met internationale vrouwenteams aan het WK Nederland-toernooi, met meerdere podiumplaatsen.
- 2019: Organisatie van een internationaal voetbalkamp in Suriname.
- 2020–2021: Structurering en oprichten van een vrouwenteam bij SV Real Sranang met deelname aan KNVB-competities.
- 2022: Samenwerking met een lokale voetbalvereniging in Suriname ter ondersteuning van kansarme meisjes, in lijn met de Sustainable Development Goals.
- 2023–2025: Organisatie van diverse clinics en toernooien in Amsterdam Zuidoost, waaronder het "Voetbal+ voor Obesitas Meisjes" programma en begeleiding van speelsters naar voetbalstages bij AFC Ajax.

## Talenten Voetbal Academie
De foundation heeft een PKF methodiek ontwikkeld waarbij meisjes en jongens extra trainingen en een op maat gemaakt talentenprogramma doorlopen. Deze methodiek biedt persoonlijke aandacht en mentale begeleiding, met als doel talenten optimaal te ontwikkelen en voor te bereiden op een mogelijke doorstroming naar Betaald Voetbal Organisaties.

## Patricia Keeldar en Media
Patricia Keeldar is sinds 2004 actief in de mediasector en heeft in de loop der jaren een brede en diepgaande werkervaring opgebouwd. Haar vakkennis is uitgebreid met cursussen op het gebied van cameratechnieken, editing, filmmontage en presentatievaardigheden. Deze technische en creatieve vaardigheden maken haar veelzijdig inzetbaar in het medialandschap. Keeldar is voorzitter geweest van de eerste Afro-zender in Nederland SME-Omroep. Patricia Keeldar heeft een eigen media productie bedrijf en blijft tevens actief als freelancer voor verschillende media-gerelateerde bedrijven, waar ze haar kennis en ervaring toepast om kwalitatief hoogwaardige content te leveren. Haar uitgebreide expertise in de media vormt een sterke basis voor de mediaprojecten die zij binnen de Patricia Keeldar Foundation initieert en ondersteunt.

## Maatschappelijke Betrokkenheid
Keeldars inzet beperkt zich niet tot het voetbalveld. Ze erkent het belang van een stabiele thuissituatie en scholing voor de ontwikkeling van jonge speelsters. De foundation biedt ondersteuning aan gezinnen en werkt samen met ouders om obstakels weg te nemen die deelname aan sport belemmeren. Zo werd bijvoorbeeld een meisje uit een eenoudergezin geholpen, zodat zij kon deelnemen aan voetbalactiviteiten ondanks haar zorgtaken thuis.

## Ambassadeurschap en Erkenning
In 2024 werd Keeldar benoemd tot Oranje Ambassadeur van de Johan Cruyff Foundation. In deze rol nam ze deel aan het jaarlijkse bedrijventoernooi op het Friendship Sport Centre in Amsterdam, samen met prominente (oud-)voetballers zoals Aron Winter, Orlando Trustfull en Frank Rijkaard. Het toernooi, ten behoeve van Only Friends Sportclub voor kinderen en jongeren met een beperking, bracht dat jaar €104.000 op.

## Huidige Activiteiten
Keeldar blijft actief in het vrouwenvoetbal en speelt momenteel in het Ajax Vrouwen Zaterdag 1-amateurteam, bestaande uit oud-spelers van Ajax Vrouwen en ex-internationals. Daarnaast blijft ze zich inzetten voor de ontwikkeling van het meidenvoetbal in Amsterdam Zuidoost, met als doel het structureel verankeren van meidenvoetbal in het sportaanbod van de regio.